# Kaloum Star
Kaloum Star este un club profesionist din capitala Conakry al statului Guineea. Echipa concurează în Liga 1 Pro, cel mai înalt nivel din sistemul ligii de fotbal din Guineea. 

## Palmares
| Competiții Naționale | Competiții Continentale |
| - Campionatul Guineei (11) : - Campioni : 1980, 1981, 1982, 1984, 1987, 1993, 1995, 1996, 1998, 2007, 2014. - Vice-campioni : 2015, 2016. - Cupa Guineei (7) : - Câștigători : 1985, 1997, 1998, 2001, 2005, 2007, 2015. - Finalistă : 1999, 2016. - Supercupa Guineei (1) : - Câștigători : 2015. - Finalistă : 2014. | - Liga Campionilor CAF : - Semifinale (2) - 1970, 1981 - Cupa CAF : - Finalistă (1) - 1995 - Cupa UFOA : - Finalistă (1) - 1977 |